# クラーク・ジョンソン
クラーク・ジョンソン（Clark Johnson, 1954年9月10日 - ）は、アメリカ合衆国の俳優、監督である。

## 生い立ち
ペンシルベニア州フィラデルフィアでアフリカ系アメリカ人の父親と白人の母親のもとに生まれる。一家は後にカナダに移住した。ケベック州モントリオールでコンコルディア大学に通った。兄弟が3人おり、ジャズ歌手のモリー・ジョンソン、女優・歌手のタボラ・ジョンソンらがそうである。
フットボールでの運動奨学金を得て東ミシガン大学に通うが、学校のカフェテリアからターキー・フランクフルトを盗んで逮捕された後に退学処分となった。オタワ大学などに通った後、オンタリオ美術大学で映画を専攻して学歴を終えた。

## キャリア
1980年代より映画への出演を始める。
1993年から1999年まではテレビシリーズ『ホミサイド/殺人捜査課』でレギュラーキャラクターであるメルドリック・ルイス刑事役を務めた。

### 監督活動
映画『ザ・センチネル/陰謀の星条旗』（2006年）、『S.W.A.T.』（2003年）などを監督している。テレビシリーズでは『ホミサイド/殺人捜査課』、『サード・ウォッチ』、『ザ・シールド ルール無用の警察バッジ』などのエピソードを監督した。

## 主なフィルモグラフィ

### 出演

#### 映画
- メタル・ブルー Iron Eagle II (1988)
- ドロップ・ゾーン Drop Zone (1994)
- フェイス・イン・ラブ Disappearing Acts (2000) テレビ映画
- ホミサイド/ザ・ムービー Homicide: The Movie (2000) テレビ映画
- ディフェンドー 闇の仕事人 Defendor (2009)

#### テレビシリーズ
- ナイトヒート/夜の大捜査網 Night Heat (1985-1988) 計18話出演
- E.N.G. (1990-1994) 計2話出演
- ホミサイド/殺人捜査課 Homicide: Life on the Street (1993-1999) 計122話出演
- アンフォゲッタブル 完全記憶捜査 Unforgettable (2012) 第1シーズン第17話「ゆれる正当防衛」
- THE WIRE/ザ・ワイヤー The Wire (2008) 計10話出演
- BOSCH/ボッシュ Bosch (2018)

### 監督

#### 映画
- S.W.A.T. S.W.A.T. (2003)
- ザ・センチネル/陰謀の星条旗 The Sentinel (2006)
- ライフ・アズ・ファニータ Juanita (2019) 兼製作総指揮

#### テレビシリーズ
- ホミサイド/殺人捜査課 Homicide: Life on the Street (1996-1998) 計5話監督
- THE WIRE/ザ・ワイヤー The Wire (2002-2008) 計4話監督
- ザ・シールド ルール無用の警察バッジ The Shield (2002-2008) 計7話監督
- ウォーキング・デッド The Walking Dead (2011) 第2シーズン第8話「希望という幻想」
- HOMELAND Homeland (2011-2014) 計4話監督
- PERSON of INTEREST 犯罪予知ユニット Person of Interest (2012) 第2シーズン第9話「再会」
- 96時間 ザ・シリーズ Taken (2017) 第1シーズン第5話
- オレンジ・イズ・ニュー・ブラック Orange Is the New Black (2018) 第6シーズン第12話「トラブル倍増」
- Your Honor/追い詰められた判事 Your Honor (2020-2021) 第4,5,6話
- CITY ON A HILL/罪におぼれた街 City on a Hill (2019-) シーズン1第8話、シーズン2第7,8話
- メイヤー・オブ・キングスタウン Mayor of Kingstown (2021-) シーズン1第7,8話
- ラブ&デス Love & Death (2023) 第5話、第6話